# 大相撲最強決定戦
大相撲最強決定戦（おおずもうさいきょうけっていせん）は、3月場所後の大阪または5月場所後（第16回は9月場所後）の東京で行われていたトーナメント形式の相撲大会。第14回までは大相撲勝抜優勝戦と呼ばれていた。1992年（平成4年）に国技館で第1回大会が開催された。第14回までは国技館と大阪城ホールの交互開催だったが、第15回以降は毎年国技館で行われていた。第11回までは2日間の開催で両日で優勝者を決定していたが、第12回から1日開催となっていた。十両力士もトーナメント形式で行われていたが、第15回からは東西対抗戦が行われていた。日本テレビ系列で放送されていた。2009年から休止となった。

## 歴代優勝者力士
| 回数   | 開催年             | 初日   | 2日目    |
| ------ | ------------------ | ------ | -------- |
| 第1回  | 1992年（平成4年）  | 武蔵丸 | 琴富士   |
| 第2回  | 1993年（平成5年）  | 貴乃花 | 曙       |
| 第3回  | 1994年（平成6年）  | 貴乃花 | 貴ノ浪   |
| 第4回  | 1995年（平成7年）  | 若乃花 | 貴ノ浪   |
| 第5回  | 1996年（平成8年）  | 貴乃花 | 武双山   |
| 第6回  | 1997年（平成9年）  | 貴闘力 | 曙       |
| 第7回  | 1998年（平成10年） | 武蔵丸 | 貴乃花   |
| 第8回  | 1999年（平成11年） | 琴乃若 | 旭鷲山   |
| 第9回  | 2000年（平成12年） | 曙     | 貴ノ浪   |
| 第10回 | 2001年（平成13年） | 魁皇   | 貴乃花   |
| 第11回 | 2002年（平成14年） | 若の里 | 千代大海 |
| 第12回 | 2003年（平成15年） | 魁皇   |          |
| 第13回 | 2004年（平成16年） | 朝青龍 |          |
| 第14回 | 2005年（平成17年） | 黒海   |          |
| 第15回 | 2006年（平成18年） | 白鵬   |          |
| 第16回 | 2007年（平成19年） | 白鵬   |          |
| 第17回 | 2008年（平成20年） | 白鵬   |          |

## 記録
- 最多優勝 5回
  - 貴乃花（第2回 初日、第3回 初日、第5回 初日、第7回 2日目、第10回 2日目）
- 最長連覇 3連覇
  - 白鵬（第15 - 17回）